# Afrixalus stuhlmanni
Afrixalus stuhlmanni är en groddjursart som först beskrevs av Pfeffer 1893.  Afrixalus stuhlmanni ingår i släktet Afrixalus och familjen gräsgrodor. IUCN kategoriserar arten globalt som starkt hotad. Inga underarter finns listade i Catalogue of Life.

## Bildgalleri

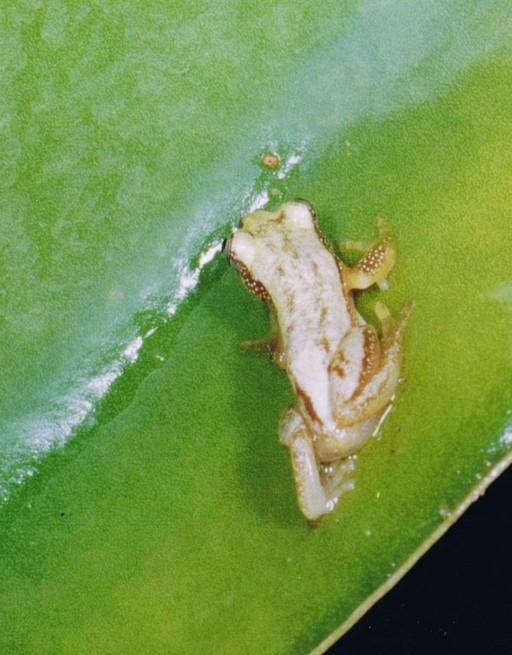